# 朽木友綱
朽木 友綱（くつき ともつな）は、江戸時代前期の旗本。交代寄合（朽木領主9590石）朽木元綱の二男。幕府に出仕して別家を立て、最終的に3010石余の領主となった。万木（ゆるぎ）朽木家初代。

## 生涯
慶長4年（1599年）、朽木元綱の二男（庶子）として生まれる。稙綱は同母弟。
朽木元綱と細川忠興が親しい関係にあったため、友綱ははじめ忠興のもとにあった。元和元年（1615年）の大坂夏の陣では細川忠興に従って参戦し、天王寺の戦いで首級を得た。
元和4年（1618年）3月13日、徳川秀忠に召し出され、書院番となって蔵米500俵を給された。のちに、蔵米取から知行取に改められ、近江国栗太郡内で1000石を領した。寛永9年（1632年）8月11日に御徒頭となり、同年冬に布衣を許された。
この寛永9年（1632年）8月29日、父の朽木元綱が死去している。元綱はさきに家督を長男の朽木宣綱に譲っており、近江国高島郡内に3240石を隠居領として領していた。12月6日、元綱の隠居領を宣綱・友綱・稙綱の兄弟が分配して相続することが認められた。友綱は、元綱の遺領のうち2010石を相続し、知行は合計3010石となった。
寛永10年（1633年）2月19日、同じ御徒頭の神尾守勝・近藤用行・安藤正珍とともに、宇治採茶使に任じられる。宇治採茶使は将軍家御用の新茶を宇治から江戸に運ぶ任務（いわゆる「御茶壷道中」）で、前年の寛永9年（1632年）に制度化された。朽木友綱らの発遣が、制度化された宇治採茶使の最初の事例である。
正保4年（1647年）9月26日に書院番組頭となり、承応2年（1653年）9月27日まで務めた。寛文2年（1662年）8月8日没、享年64。

## 万木朽木家
朽木友綱が近江国高島郡で父の遺領から相続した領地は、南古賀村・長尾村・東万木村・追分村の各一部および中野村の、計2010石余である。友綱は江戸青山掃除町の屋敷に居住したが、東万木村（現在の滋賀県高島市安曇川町青柳）に陣屋を置いて代官を派遣していた。このことから、朽木友綱の家を「万木朽木家」とも称する。上記の高島郡の村は、幕末・明治維新期まで万木朽木家の知行地であった。
万木朽木家は、『寛政重修諸家譜』編纂時まで、友綱―正綱―長綱―明綱―徳綱―直綱―栄綱と続いている。朽木正綱は御書院番となった。朽木長綱は徳川吉宗の下で御書院番組頭・小普請支配を務め、布衣を許された。朽木徳綱以降の3代は養子で家をつないでおり、朽木徳綱は稲葉恒通（豊後臼杵藩主）の子、朽木直綱は朽木寛綱（宣綱の四男である朽木元綱の家の当主）の子、朽木栄綱は朽木綱貞（丹波福知山藩主）の子である。栄綱は、大坂御船手・百人組頭を歴任して布衣を許され、『寛政譜』編纂時には御持筒頭を務めていた。
『高島郡誌』によれば、安政2年（1855年）の安政の改革にともない夫人や世嗣の在国が認められると、万木朽木家（維新期の当主は朽木勇太郎）も家臣団とともに東万木村に移った。東万木には家臣のための長屋も設けられたという。しかし、明治維新後の知行地返上にともない、当主は江戸（東京）に帰り、家臣も離散した。